# Ника (кинопремия, 2015)
28-я церемония вручения наград национальной кинематографической премии «Ника» за 2014 год состоялась 31 марта 2015 года в Московском государственном музыкальном театре фольклора «Русская песня». Лауреаты специальных наград и номинанты в состязательных категориях были объявлены на пресс-конференции 3 марта 2015 года.

## Специальные призы
- Лауреатом в номинации «Честь и достоинство» стала народная артистка России — Лия Ахеджакова (награду вручали Наина Ельцина и Инна Чурикова).
- В этом году Совет Академии принял решение вручить почётную награду «За вклад в кинематографические науки, критику и образование» заслуженному деятелю искусств РФ Науму Ихильевичу Клейману (награду вручал Фёдор Бондарчук).
- Специальный приз Совета Академии «За выдающийся вклад в отечественный кинематограф» — заслуженный деятель искусств РСФСР, сценарист Юрий Клепиков (награду презентовал Андрей Кончаловский)[1].

## Список лауреатов и номинантов
Количество наград / номинаций:
- 2/11: «Левиафан»
- 7/10: «Трудно быть богом»
- 2/5:   «Дурак»
- 1/4:   «Испытание»
- 0/3:   «Белые ночи почтальона Алексея Тряпицына» / «Звезда»
- 1/1:   «Племя» / «Коктебельские камешки» / «Мой личный лось» / «Класс коррекции»

 • Победители выделены отдельным цветом. 
| Категории                                                                                    | Лауреаты и номинанты                                                                                       |
| -------------------------------------------------------------------------------------------- | --- |
| Лучший игровой фильм награду вручали Мария Кожевникова и Андрей Кончаловский                 | • Трудно быть богом (режиссёр: Алексей Герман ст. (посмертно), продюсеры: Рушан Насибулин, Виктор Извеков) |
| Лучший игровой фильм награду вручали Мария Кожевникова и Андрей Кончаловский                 | • Белые ночи почтальона Алексея Тряпицына (режиссёр и продюсер: Андрей Кончаловский)                       |
| Лучший игровой фильм награду вручали Мария Кожевникова и Андрей Кончаловский                 | • Дурак (режиссёр: Юрий Быков, продюсеры: Алексей Учитель, Кира Саксаганская)                              |
| Лучший игровой фильм награду вручали Мария Кожевникова и Андрей Кончаловский                 | • Испытание (режиссёр: Александр Котт, продюсер: Игорь Толстунов)                                          |
| Лучший игровой фильм награду вручали Мария Кожевникова и Андрей Кончаловский                 | • Левиафан (режиссёр: Андрей Звягинцев, продюсеры: Александр Роднянский, Сергей Мелькумов)                 |
| Лучший фильм стран СНГ и Балтии награду вручал Сергей Давыдов                                | • Племя ( Украина, режиссёр: Мирослав Слабошпицкий)                                                        |
| Лучший фильм стран СНГ и Балтии награду вручал Сергей Давыдов                                | • Кукурузный остров ( Грузия, режиссёр: Георгий Овашвили)                                                  |
| Лучший фильм стран СНГ и Балтии награду вручал Сергей Давыдов                                | • Курманжан Датка — королева гор ( Кыргызстан, режиссёр: Садык Шер-Нияз)                                   |
| Лучший фильм стран СНГ и Балтии награду вручал Сергей Давыдов                                | • Набат ( Азербайджан, режиссёр: Эльчин Мусаоглу)                                                          |
| Лучший фильм стран СНГ и Балтии награду вручал Сергей Давыдов                                | • Хозяева ( Казахстан, режиссёр: Адильхан Ержанов)                                                         |
| Лучший неигровой фильм награду вручала Юлиана Слащёва                                        | • Коктебельские камешки (режиссёр: Андрей Осипов)                                                          |
| Лучший неигровой фильм награду вручала Юлиана Слащёва                                        | • На пороге страха (режиссёры: Герц Франк (посмертно), Мария Кравченко)                                    |
| Лучший неигровой фильм награду вручала Юлиана Слащёва                                        | • Последний рыцарь империи (режиссёр: Сергей Дебижев)                                                      |
| Лучший анимационный фильм награду вручал Максим Галкин                                       | • Мой личный лось (режиссёр: Леонид Шмельков)                                                              |
| Лучший анимационный фильм награду вручал Максим Галкин                                       | • Мужчина встречает женщину (режиссёр: Дмитрий Геллер)                                                     |
| Лучший анимационный фильм награду вручал Максим Галкин                                       | • Мы не можем жить без космоса (режиссёр: Константин Бронзит)                                              |
| Лучшая режиссёрская работа награду вручал Вадим Абдрашитов                                   | • Алексей Герман ст. (посмертно) — «Трудно быть богом»                                                     |
| Лучшая режиссёрская работа награду вручал Вадим Абдрашитов                                   | • Андрей Звягинцев — «Левиафан»                                                                            |
| Лучшая режиссёрская работа награду вручал Вадим Абдрашитов                                   | • Андрей Кончаловский — «Белые ночи почтальона Алексея Тряпицына»                                          |
| Лучшая сценарная работа награду вручал Марк Розовский                                        | • Юрий Быков — «Дурак»                                                                                     |
| Лучшая сценарная работа награду вручал Марк Розовский                                        | • Андрей Звягинцев, Олег Негин — «Левиафан»                                                                |
| Лучшая сценарная работа награду вручал Марк Розовский                                        | • Светлана Кармалита и Алексей Герман ст. (посмертно) — «Трудно быть богом»                                |
| Лучшая мужская роль награду вручали Алсу и Даниил Дондурей                                   | • Леонид Ярмольник — «Трудно быть богом» (за роль дона Руматы)                                             |
| Лучшая мужская роль награду вручали Алсу и Даниил Дондурей                                   | • Артём Быстров — «Дурак» (за роль Дмитрия Никитина)                                                       |
| Лучшая мужская роль награду вручали Алсу и Даниил Дондурей                                   | • Александр Збруев — «Кино про Алексеева» (за роль Николая Алексеева)                                      |
| Лучшая мужская роль награду вручали Алсу и Даниил Дондурей                                   | • Алексей Серебряков — «Левиафан» (за роль Николая Сергеева)                                               |
| Лучшая женская роль награду вручали Владимир Долинский и его дочь                            | • Елена Лядова — «Левиафан» (за роль Лилии Сергеевой)                                                      |
| Лучшая женская роль награду вручали Владимир Долинский и его дочь                            | • Агния Кузнецова — «Да и да» (за роль Саши)                                                               |
| Лучшая женская роль награду вручали Владимир Долинский и его дочь                            | • Северия Янушаускайте — «Звезда» (за роль Риты)                                                           |
| Лучшая мужская роль второго плана награду вручал Михаил Ефремов                              | • Роман Мадянов — «Левиафан» (за роль мэра Вадима Шелевята)                                                |
| Лучшая мужская роль второго плана награду вручал Михаил Ефремов                              | • Владимир Вдовиченков — «Левиафан» (за роль Дмитрия Селезнёва)                                            |
| Лучшая мужская роль второго плана награду вручал Михаил Ефремов                              | • Юрий Цурило — «Трудно быть богом» (за роль барона Пампы)                                                 |
| Лучшая женская роль второго плана награду вручал Сосо Павлиашвили                            | • Дарья Мороз — «Дурак» (за роль Маши)                                                                     |
| Лучшая женская роль второго плана награду вручал Сосо Павлиашвили                            | • Наталья Суркова — «Дурак» (за роль мэра Галагановой)                                                     |
| Лучшая женская роль второго плана награду вручал Сосо Павлиашвили                            | • Анна Уколова — «Левиафан» (за роль Анжелы Поливановой)                                                   |
| Лучшая музыка к фильму награду вручал Алексей Кортнев                                        | • Алексей Айги — «Испытание»                                                                               |
| Лучшая музыка к фильму награду вручал Алексей Кортнев                                        | • Эдуард Артемьев — «Белые ночи почтальона Алексея Тряпицына»                                              |
| Лучшая музыка к фильму награду вручал Алексей Кортнев                                        | • Виктор Лебедев — «Трудно быть богом»                                                                     |
| Лучшая операторская работа награду вручал Николай Досталь                                    | • Владимир Ильин (посмертно), Юрий Клименко — «Трудно быть богом»                                          |
| Лучшая операторская работа награду вручал Николай Досталь                                    | • Леван Капанадзе — «Испытание»                                                                            |
| Лучшая операторская работа награду вручал Николай Досталь                                    | • Михаил Кричман — «Левиафан»                                                                              |
| Лучшая работа звукорежиссёра награду вручали Сергей Зернов, Сергей Никоненко и Лариса Лужина | • Николай Астахов — «Трудно быть богом»                                                                    |
| Лучшая работа звукорежиссёра награду вручали Сергей Зернов, Сергей Никоненко и Лариса Лужина | • Андрей Дергачёв — «Левиафан»                                                                             |
| Лучшая работа звукорежиссёра награду вручали Сергей Зернов, Сергей Никоненко и Лариса Лужина | • Филипп Ламшин — «Испытание»                                                                              |
| Лучшая работа художника награду вручал Лев Прыгунов                                          | • Сергей Коковкин, Георгий Кропачёв, Елена Жукова — «Трудно быть богом»                                    |
| Лучшая работа художника награду вручал Лев Прыгунов                                          | • Андрей Понкратов — «Левиафан»                                                                            |
| Лучшая работа художника награду вручал Лев Прыгунов                                          | • Ульяна Рябова — «Звезда»                                                                                 |
| Лучшая работа художника по костюмам награду вручала Екатерина Рождественская                 | • Екатерина Шапкайц — «Трудно быть богом»                                                                  |
| Лучшая работа художника по костюмам награду вручала Екатерина Рождественская                 | • Людмила Гаинцева — «Шагал — Малевич»                                                                     |
| Лучшая работа художника по костюмам награду вручала Екатерина Рождественская                 | • Наталья Дзюбенко — «Поддубный»                                                                           |
| Открытие года награду вручали Вадим Верник и Елена Подкаминская                              | • Иван Твердовский (режиссёр) — «Класс коррекции»                                                          |
| Открытие года награду вручали Вадим Верник и Елена Подкаминская                              | • Наталья Мещанинова, Любовь Мульменко (сценаристы) — «Комбинат „Надежда“»                                 |
| Открытие года награду вручали Вадим Верник и Елена Подкаминская                              | • Северия Янушаускайте (женская роль) — «Звезда»                                                           |